# Lizy
Lizy korábbi község Franciaországban, Aisne megyében. Lakosainak száma 283 fő (2018. január 1.). Lizy Anizy-le-Château, Faucoucourt, Merlieux-et-Fouquerolles, Pinon és Wissignicourt községekkel határos.
2019. január 1-jén Anizy-le-Château és Faucoucourt korábbi községgel egyesült és az így létrejött Anizy-le-Grand új község része lett.

## Népesség
A település népességének változása:
| Lakosok száma | 244  | 186  | 186  | 200  | 223  | 275  | 268  | 261  | 272  | 283  |
|               | 1968 | 1975 | 1982 | 1999 | 2006 | 2011 | 2013 | 2016 | 2017 | 2018 |